# Asociación para la Recuperación de la Memoria Histórica
La Asociación para la Recuperación de la Memoria Histórica, también conocida por sus siglas A.R.M.H., es una asociación española constituida en diciembre de 2000. Su objetivo principal es la localización de víctimas de la represión durante la guerra civil española y la dictadura franquista. Entre las mismas se encuentran personas que fueron asesinadas, generalmente por paramilitares de Falange, y cuyos cuerpos, habitualmente enterrados en fosas comunes, no pudieron ser recuperados por sus familiares.

## Origen de la asociación
El origen de la Asociación fue la exhumación de una fosa en octubre de 2000, en la localidad leonesa de Priaranza del Bierzo. En esta fosa se encontraron los restos de 13 civiles que fueron asesinados por un grupo de pistoleros falangistas el 16 de octubre de 1936.
Los fundadores fueron el sociólogo y periodista Emilio Silva, nieto de uno de los asesinados en Priaranza del Bierzo y presidente desde entonces de la Asociación, Santiago Macías,  Palma Granados y Jorge López Franco. En la actualidad (febrero de 2016) el vicepresidente es Marco Antonio González; la secretaria, María Teresa Rivas; y el tesorero, Jorge López.

## Ley de Memoria Histórica
El empuje definitivo a las actividades de la asociación se produjo el 31 de octubre de 2007, con la entrada en vigor de la Ley de Memoria Histórica, que incluía el reconocimiento de todas las víctimas de la Guerra Civil, las víctimas de la dictadura, la apertura de fosas comunes en las que aún yaciesen restos de represaliados por los sublevados en la Guerra Civil, hasta entonces realizadas por la ARMH.
Tras denuncias presentadas por la ARMH en diciembre de 2006, y tras haberse declarado competente para investigar las desapariciones ocurridas durante la Guerra y el franquismo, el juez de la Audiencia Nacional de España, Baltasar Garzón, autorizó la exhumación de 19 fosas comunes, incluida la del poeta Federico García Lorca, "más todas aquellas que puedan resultar". Posteriormente, Garzón trasladó la investigación de estos enterramientos a los juzgados de instrucción de las provincias en que se encontrasen las fosas.
Actualmente la Asociación trabaja en la interposición de una denuncia por asesinato de Federico García Lorca. Dicha interposición se hará ante la justicia argentina, ya que la española ha cerrado todas las puertas. Para el establecimiento de estas denuncias la AMRH sostiene que en el caso de Lorca y en el del resto de asesinados durante la Guerra Civil no se puede alegar prescripción de delitos, sino que las investigaciones deben obedecer al “principio de justicia universal”.

## Procedimiento de trabajo
La ARMH se organiza gestionando el trabajo voluntario de más de 5000 personas entre las que se encuentran tanto familiares o estudiantes como profesionales de distintos campos como la arqueología, la historia, la antropología, etc. Entre las colaboraciones más destacadas se encuentran la del Consejo Superior de Investigaciones Científicas (CSIC) y la Sociedad de Ciencias Aranzadi, con los que colaboran en la elaboración del fondo videográfico más grande de España sobre memoria histórica y exhumaciones.
Gestionando este trabajo la asociación lleva exhumadas más de 150 fosas por todo el país desde que se fundara en el año 2000, rescatando así a más de 1400 víctimas de la Dictadura Franquista y devolviéndoselas a sus familias. El proceso de investigación comienza con la reclamación de un familiar sobre un desaparecido, lo que permite el inicio de la búsqueda de esa víctima en diferentes archivos tanto militares como históricos, municipales o de la administración pública. Una vez realizada la labor de investigación y búsqueda de la fosa en la que fue enterrada dicha víctima se procede a la prospección, excavación y exhumación de la misma. Durante dicha exhumación los trabajadores y voluntarios de la asociación realizan una exhaustiva labor de documentación y análisis de todos los pasos que se dan en dicha exhumación, recogidos en un informe final. Dicho informe pretende tener una validez judicial estricta ya que durante la exhumación la Asociación se acerca al cuartel más cercano de la Guardia Civil a denunciar la aparición de cuerpos humanos con signos de violencia. 
La exhumación de los cuerpos se hace de manera individualizada, documentando una por una a cada una de las víctimas. Estos restos se trasladan al laboratorio donde el equipo de forenses voluntarios realizan una identificación biológica y antropológica de las víctimas y la causa de su muerte. La ARMH cuenta para esta labor con forenses españoles y extranjeros que colaboran en esta identificación. Tras este primer análisis antropológico la Asociación solicita una prueba de ADN para identificar a las víctimas. Actualmente estas pruebas de ADN está siendo realizada por el Equipo Argentino de Antropología Forense de manera gratuita.

## Financiación
La ARMH es una organización no gubernamental y sin ánimo de lucro, constituida como asociación por lo que cuenta con cuotas anuales de sus socios que son el sustento fundamental de sus actividades. Junto a esto la Asociación cuenta con aportaciones voluntarias de personas anónimas. 
Además, desde el año 2007 hasta el 2011, tras la Ley de Memoria Histórica la ARMH recibía una subvención anual de entre 45 000 y 60 000 euros del Ministerio de la Presidencia para la realización de las actividades relacionadas con las víctimas de la Guerra Civil, con la que sufragaban parte de los gastos del proyecto anual de diez exhumaciones. Desde 2012 las subvenciones pararon y la Asociación casi tuvo que cerrar su laboratorio. Sin embargo, gracias a las donaciones del sindicato noruego de electricistas EL og IT Forbundet, y al Premio ALBA/Puffin al activismo en pro de los derechos humanos concedido por los Archivos de la Brigada Abraham Lincoln, la Asociación no ha cesado en sus actividades. El Premio ALBA/Puffin de 100 000 dólares es uno de los mayores premios de derechos humanos en el mundo, otorgado anualmente por ALBA y patrocinado por la generosidad de la Fundación Puffin, con el objetivo de honrar a las Brigadas Internacionales y conectar su legado inspirador con causas contemporáneas.

## Exhumaciones
Desde su creación la ARMH ha llevado a cabo numerosas excavaciones de fosas comunes logrando identificar la mayoría de los restos. Por comunidades autónomas, estas son algunas de las más importantes:

### Andalucía

#### Huelva
- A principios de noviembre de 2008 se llevó a cabo la exhumación de una fosa en el cementerio de la localidad de Calañas en la provincia de Huelva. Tras comenzar a exhumar una fosa de 1937, en la que se encontraron los restos de cuatro cuerpos enteros y partes de otros dos, se extrajeron de un nicho los restos de otros 5 cuerpos, que probablemente fueron depositados allí en 1943 por los familiares de uno de los represaliados que al sacar de la fosa los restos de su pariente (que podrían ser los del alcalde republicano de El Cerro de Andévalo, Agustín González) los sacaron junto con él.

#### Málaga
- Durante los años 2007 y 2008 se llevó a cabo la exhumación de la Fosa común del cementerio de San Rafael, en la ciudad de Málaga, la mayor hallada hasta la fecha. Se estima que contiene los restos de unas 4000 personas, habiéndose recuperado hasta agosto de 2008 los de 2200, con un 20% de mujeres, algunas de ellas embarazadas.[14] En toda la provincia se contabilizan 82 fosas comunes, con unas estimaciones de 6500 víctimas. No se ha constado que las víctimas lo fueran por la represión política o por los combates habidos durante el conflicto.

#### Sevilla
- Exhumación en El Álamo[15] realizada en noviembre de 2011 por la que se pudieron recuperar los cuerpos de dos sindicalistas asesinados el 11 de febrero de 1938.

### Aragón

#### Huesca
- La Fosa común de Agüero fue localizada el 7 de julio de 2007 en la localidad oscense de Agüero y, exhumada durante ese año, albergaba los restos de 12 vecinos de Murillo de Gállego, incluidos el alcalde y tres concejales asesinados en 1936.[16]

#### Zaragoza
- En el interior del cementerio de Illueca (Zaragoza), la ARMH finalizó en noviembre de 2007 los trabajos de exhumación de la Fosa común de Illueca, donde aparecieron los restos de 18 vecinos de Jarque, asesinados el 28 de agosto de 1936.[17]

#### Teruel
- En la localidad de Singra (provincia de Teruel) se exhumó la Fosa común de Singra, donde se encontraron los restos de 36 soldados —en su mayoría pertenecientes al Ejército Popular Republicano— que murieron en febrero de 1938, en los combates de la zona del Alfambra.[18] Tras la exhumación, se averiguó que los restos pertenecían a combatientes de ambos bandos y se encuentran abandonados en las dependencias del Ayuntamiento ya que la asociación que promovió la exhumación no se hace cargo de los mismos al no ser las personas que buscaban.[19]

### Islas Canarias
- Expertos en memoria histórica de las Islas Canarias indican que en el archipiélago se produjeron 1000 asesinatos en Tenerife, 20 en La Gomera, 50 en La Palma y unos 600 en Gran Canaria. La única exhumación practicada por la ARMH en las islas ha sido en La Palma, donde fueron extraídos los restos de 13 vecinos de Fuencaliente. Otras fosas comunes conocidas se encuentran en Las Cañadas del Teide y junto al cementerio de La Laguna.[20]

### Castilla y León

#### Burgos
- Las fosas comunes de Estépar, ubicada en el monte próximo a Estépar, cerca de la ciudad de Burgos, (Burgos). Contiene los restos de varios centenares de republicanos asesinados en julio y octubre de 1936. Se trataban de prisioneros de la cárcel de Burgos a quien se les dio "el paseo".

- La Fosa común de Villamayor, ubicada en Villamayor de los Montes, (Burgos) contenía los restos de 46 republicanos asesinados el 14 de septiembre de 1936. Esta exhumación fue objeto de un reportaje fotográfico titulado "Dark is the Room Where We Sleep", y expuesta en el "International Center Of Photography" de Nueva York.[21]

- Fosas comunes de La Andaya, ubicadas en el monte de La Andaya, cerca de Lerma. Entre 2006 y 2007 se abrieron 4 fosas comunes con restos de 85 republicanos, entre ellos el alcalde y cinco concejales de Aranda de Duero. Fueron asesinados por las fuerzas franquistas en agosto de 1936, durante la guerra civil española.[22]

- Además, en Burgos[23] se han realizado exhumaciones en Adrada de Haza,[24][25] Altable, Aranda de Duero (Monte Costaján y La Lobera), Gumiel de Izán (La Legua),[26] Berlangas de Roa, Caleruega, Covarrubias, La Horra, Olmedillo de Roa, Sedano, Vadocondes (Barranco de Valladar), Valdenoceda, Villanueva de Odra y Villasana de Mena.

- La última Exhumación llevada a cabo en Burgos por la Coordinadora Provincial por la Recuperación de la Memoria Histórica de Burgos[23] ha sido la de Carcedo de Bureba, en la que se exhumaron los restos óseos de dos personas, trabajadores del Santander - Mediterráneo en el apeadero que se encuentra en las inmediaciones del lugar, donde fueron encontrados los restos.

#### León

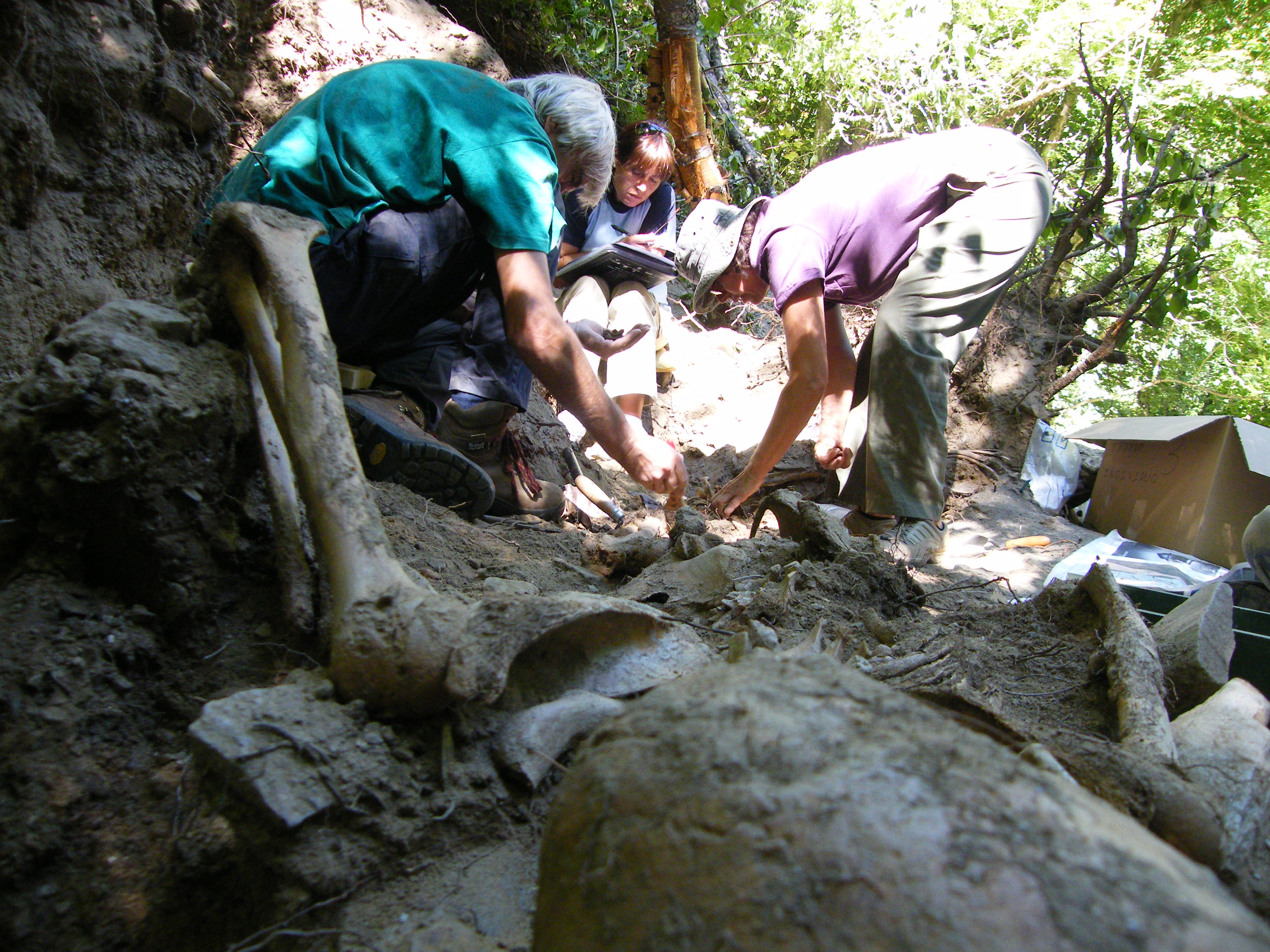
Exhumación, por parte de la Asociación para la Recuperación de la Memoria Histórica, de una fosa de represaliados de la Guerra Civil en Balboa (El Bierzo).

- En la Fosa común de Priaranza, localizada en Priaranza del Bierzo (El Bierzo) se encontraron los restos de 13 civiles asesinados el 16 de octubre de 1936. La fosa fue abierta por deseo de la familia de uno de los asesinados, Emilio Silva Faba, de hallar sus restos. Un grupo de arqueólogos, antropólogos físicos y médicos forenses trabajó en la excavación, que fue la primera de esas características que llevaron a cabo expertos arqueológicos. Como resultado de la misma, Emilio Silva Faba se convirtió unos meses después en la primera víctima de esa guerra que ha sido identificada mediante la prueba del ADN.

- En la denominada Fosa común de Los Estudiantes, localizada en la localidad leonesa de Izagre, fueron hallados en septiembre de 2008 los restos de 11 estudiantes de la Universidad de León, fusilados en agosto de 1936.[27]

- La conocida como Fosa común de la curva de Magaz,[28] en las cercanías de Magaz de Abajo (El Bierzo), se exhumó a finales de noviembre de 2008. En ella se encontraron los restos de dos represaliados (al principio se pensaba que podrían ser tres). Tras la construcción de la actual carretera fue destruida parte de una de las fosas perdiéndose los restos que en ella se encontraban. Esta fosa se encuentra en el margen izquierdo de la carretera (dirección Oeste), en el margen derecho se sospecha que pueda hallarse otra fosa en la que pueden encontrarse 4 o 5 cuerpos más, no pudiendo exhumarse por ahora ante la negativa del propietario del terreno (se encuentra en el jardín de una casa). A falta de ser confirmadas sus identidades, se supone que los restos eran de oriundos del Valle del Oza y otros pueblos cercanos. Se determinó la identidad de diez de los represaliados, trantándose de tres vecinos de San Lorenzo del Bierzo; dos de Villanueva de Valdueza; dos de San Esteban de Valdueza; dos de Fuentesnuevas; y uno de Valdefrancos de Valdueza. Algunos de ellos formaban parte del pleno de concejales del antiguo ayuntamiento (ya desaparecido como tal, formando parte ahora del de Ponferrada) de Los Barrios.
- Villalibre de la Jurisdicción[29] exhumación realizada en octubre de 2014.
- Exhumación de tres fosas individuales en Valdelallama en septiembre de 2012.
- En San Justo de la Vega[30] exhumación realizada en julio de 2012.
- Exhumación de "El Cesterín"[31] en Villanueva de Valdueza en octubre de 2011. Esta exhumación es la que se puede ver en el documental "Las cunetas".[32]
- En noviembre de 2010 en Matallana de Valmadrigal[33] exhumaron una fosa en la que recuperaron ocho ferroviarios asesinados el otoño de 1938.
- En agosto de 2010 exhumaron una fosa en Valdemorilla[34] en la que se encontraban los restos de un labrador asesinado en septiembre de 1936.
- Exhumación en Fresnedo[35] en octubre de 2009 de una fosa con los cuerpos de dos hombres y una mujer de 16 años que fueron asesinados por unos pistoleros de falange el 7 de septiembre de 1936.
- En agosto de 2009 en Lario recuperaron los restos de dos maestros fusilados el 30 de septiembre de 1936.
- Exhumaron una fosa con los restos de un teniente de alcalde en Sigüeya[36] en julio de 2009.
- En junio de 2009 exhumaron una fosa con cinco fusilados en Santalla del Bierzo.
- En Toral de Merayo[37] llevaron a cabo una exhumación en mayo de 2009 donde recuperaron los cuerpos de cuatro vecinos del municipio de Puente de Domingo Flórez.
- En febrero de 2009 en Quintanilla de Combarros[38] exhumaron los cuerpos de tres hombres vecinos de Destriana.

#### Palencia
- En octubre de 2008, se localizó la Fosa común de Santoyo, en el término municipal de Santoyo (Palencia), que contenía los restos de 25 vecinos de Torquemada, ejecutados la noche del 8 de octubre de 1936, entre los que se encontraban el alcalde de la localidad y un joven de 16 años.[39]

- La mayor fosa común de la provincia se encuentra en la ciudad de Palencia, donde se ubica la fosa de la Carcavilla, bajo un parque infantil y donde fueron enterrados 497 hombres y mujeres —250 de ellos datados— entre los que se encuentran alcaldes de numerosos pueblos de la provincia.

#### Zamora
- En junio de 2009 realizaron la prospección y exhumación de dos fosas en Santa Marta de Tera[40] donde se encontraban siete fusilados.
- En la Fosa común de Faramontanos, abierta a principios del mes de octubre de 2008, en la localidad zamorana de Faramontanos de Tábara, fueron sepultadas 12 personas, 6 hombres y 6 mujeres naturales de la localidad leonesa de Valderas, asesinados en el año 1936 cuando regresaban de realizar unos exámenes para unas oposiciones de magisterio realizadas en León.

#### Ávila
- Exhumación del guerrillero Perfecto de Dios[41] en Chaherrero realizada el 19 de julio de 2014.
- En mayo de 2010 llevaron a cabo la exhumación de siete represaliados en Candeleda.[42]

#### Salamanca
- En mayo de 2010 exhumaron una fosa en Castillejo de Martín Viejo[43] donde pudieron recuperar los restos de tres cuerpos posiblemente de un grupo de paseados que salió de la cárcel en octubre de 1936.

#### Valladolid
- En septiembre de 2022 se inició la exhumación en el Cementerio de El Carmen de Valladolid de la mayor fosa común de España, donde fueron enterrados, al menos, 166 víctimas.[44]

### Castilla-La Mancha

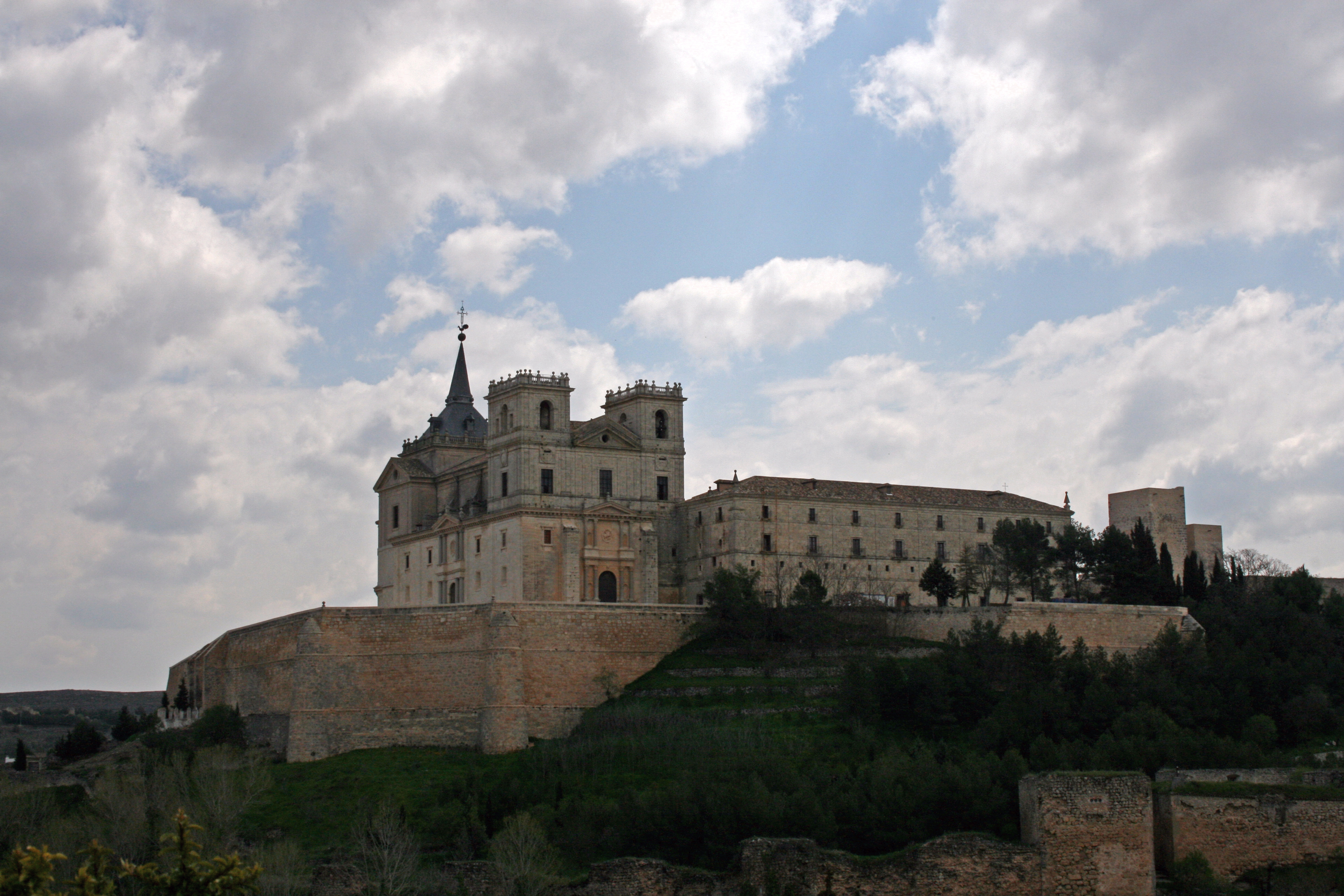
En el Monasterio de Uclés, en la provincia de Cuenca, convertido en cárcel tras la guerra, se asesinó a 297 personas, encontradas en una fosa común próxima junto con soldados republicanos.

#### Albacete
- En Almansa, se exhumó en 2004, con ayuda de la Universidad de Alicante, una fosa con 107 personas asesinadas en 1939, mientras que en Villarrobledo se conoce el emplazamiento de varias fosas comunes, en una de las cuales estarían, al menos, los cadáveres de 312 personas cuyos nombres pudieron ser identificados.[45] El número total de víctimas en esa fosa común oscila entre los 312 bien documentados y los 800[46] y 1500,[47] según diversas fuentes.

#### Ciudad Real
- Exhumación en Abenójar[48] de tres personas en mayo de 2014.
- Exhumación en Chillón[49] de nueve fusilados realizada en octubre de 2011.
- Exhumación en Puebla de Don Rodrigo[50] realizada en mayo de 2011. En ella se recuperaron los cuerpos de seis maquis asesinados en 1941.
- En marzo de 2010 exhumaron una fosa en Retuerta de Bullaque[51] en la que recuperaron a tres maquis asesinados y enterrados en la zona civil del cementerio municipal.

#### Toledo
- En noviembre de 2010 exhumaron en Calzada de Oropesa[52] una fosa con siete víctimas fusiladas por falangistas el 25 de noviembre de 1936.
- En la localidad toledana de Talavera de la Reina, donde se desencadenó una feroz represión tras la batalla de 1936, existe una fosa común con unas 500 personas.[53]

### Cataluña
- Según datos del gobierno autonómico, en Cataluña existen 179 fosas comunes, de las que 15 pertenecen a personal civil y el resto a militares.[54] Los cementerios municipales de las cuatro capitales de provincia tienen fosas comunes de represaliados por el franquismo. En Barcelona se calculan unos 4000 cadáveres y 800 en dos fosas de Lérida. También se cree que abundan sobre todo en las zonas rurales y el Pirineo de Lérida.[55]

### Galicia

#### Lugo
- Exhumación en Teilán en mayo de 2015[56] en la que fue desenterrado un guerrillero antifranquista Bernardo Álvarez Trabajo.
- Exhumación de tres guerrillero en Vilavella que fue realizada en agosto de 2010
- En San Mamede do Rio[57] en agosto de 2010 realizaron la exhumación de José Antonio Rivas asesinado en 1936.

### Comunidad de Madrid
- Unas 3000 personas permanecen en fosas comunes en la Comunidad de Madrid, represaliadas por el franquismo.

### Asturias
- En julio de 2010 realizaron una exhumación en Oumente[58] donde recuperaron a un represaliado asesinado el 4 de agosto de 1938.

## Exposiciones itinerantes
La Asociación para la Recuperación de la Memoria Histórica (ARMH) tiene dos exposiciones itinerantes desde hace varios años que cuentan de forma gráfica como ha sido el proceso de recuperación de desaparecidos en España:
- Exhumando fosas, recuperando dignidades[59] es una exposición creada en conjunto con la Sociedad de Ciencias Aranzadi que busca explicar como ha sido el proceso de exhumación de fosas que han realizado ambos desde el año 2000. La exposición se divide en paneles de cuatro bloques temáticos: las personas implicadas antes y durante la exhumación, el trabajo en la fosa, el trabajo en el laboratorio y el posterior homenaje una vez que han sido recuperadas las víctimas.
- Las fosas del olvido son una colección de fotos del fotógrafo asturiano Eloy Alonso en las que busca explicar a través de sus fotografías cómo es el proceso de recuperación de los restos por parte de sus familias.

## Filmografía
Existen varias películas documentales que han retratado el trabajo de esta asociación desde que empezaran sus trabajos en el año 2000. Entre ellas destaca Los Nietos de Marie-Paule Jennehomme, The Wave de Sara Vanght y Katrien Vermiere, Las cunetas de Bodo Marks y Shelina Islam, o El silencio de otros.